# Station Lubania Lipiny
Station Lubania Lipiny is een spoorwegstation in de Poolse plaats Lubania-Lipiny.